# مقاطعات جزر البهاما

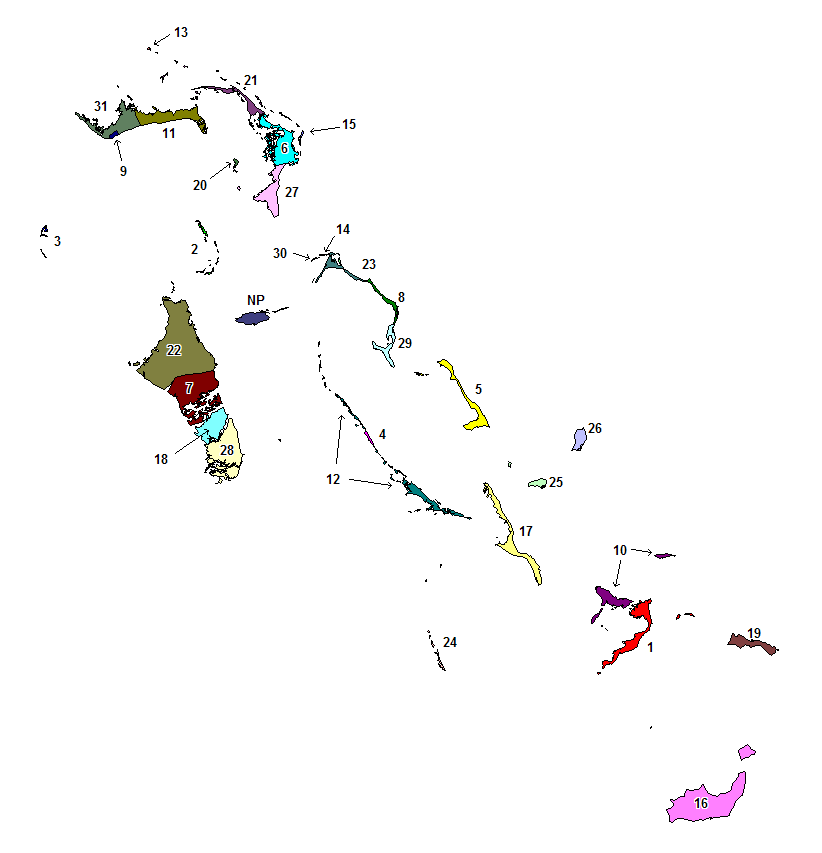
مقاطعات البهاما

تتمتع مقاطعات جزر البهاما بنظام الحكم المحلي ما عدا بروفيدانس الجديدة التي تدار مباشرة من قبل الحكومة المركزية. في عام 1996 أقر برلمان البهاما «قانون الحكم المحلي» لتسهيل إنشاء «مسؤولي جزر الأسر» والدوائر الحكومية المحلية والمجالس واللجان المحلية للمجتمعات المختلفة على الجزيرة. الهدف العام لهذا العمل هو السماح لمختلف القادة المنتخبين بإدارة شؤون مناطقهم دون تدخل من الحكومة المركزية. في المجموع توجد 32 مقاطعة، وتجري الانتخابات كل ثلاث سنوات. يوجد أيضاً 110 من المستشارين و281 عضو لجنة محلية بما يتناسب مع مختلف المقاطعات.
يلتزم أعضاء مجلس المدينة أو اللجنة المحلية بحسن استخدام الأموال العامة لصيانة وتطوير دوائرهم.

## قائمة المقاطعات
مقاطعات البلاد هي التالية (عدا بروفيدانس الجديدة):
| أكلينز جزر بيري بيميني بلاك بوينت، إكسوما جزيرة كات أباكو الوسطى أندروس الوسطى إليوثيرا الوسطى فريبورت الجزيرة العوجاء بهاما الكبرى الشرقية إكسوما غراند كاي، جزر أباكو جزيرة هاربر، إليوثيرا هوب تاون، جزر أباكو إناغوا جزيرة لونغ |  | منغروف كاي، أندروس ماياغوانا جزيرة مور، جزر أباكو أباكو الشمالية أندروس الشمالية إليوثيرا الشمالية الجزيرة الوعرة رم كاي جزيرة سان سلفادور أباكو الجنوبية أندروس الجنوبية إليوثيرا الجنوبية الآبار الإسبانية، إليوثيرا بهاما الكبرى الغربية جزيرة السلحفة الخضراء (لا تظهر على الخريطة المجاورة) |